# Pidde Andersson
Petter "Pidde" Andersson, född 14 april 1968 i Landskrona, är en svensk serieförfattare och journalist. Han arbetar som filmkritiker och har skrivit manus till tecknade serier som Åsa-Nisse, 91:an, Axa, Bamse, Uti vår hage och Fantomen. Sedan 2007 är han ledamot av Svenska Serieakademin.

## Biografi

### Bakgrund och amatörserier
Petter Andersson föddes 1968 i Landskrona, där han även växte upp. Han var redan i unga år aktiv som serieskapare, i de egna publikationerna Fotbollsserjie 17 sidor, Maskinjivär och Jones 2, enligt uppgift producerade redan runt 1973–74. Under 1980-talet producerade han bland annat det egna seriefanzinet Smock (tio nummer mellan 1981 och 1989). Redan som ung kallades han "Pidde", ett smeknamn som han fått behålla.
Åren runt 1990 blev han bekant med de Göteborgsbaserade serietecknarna Johan Wanloo och Mikael Tomasic. Båda hade producerat sig flitigt i det sena 80-talets våg av seriefanzin. De tre delade intresset för B-filmer och annan "dålig" filmkultur av bland annat amerikanskt eller italienskt ursprung. De syntes – ihop eller var för sig – i flera av det nystartade serieförlaget Optimal Press utgåvor, inklusive debutantologin Ulv i fårakläder (1991). In memoriam (1992) och Giallo – båda författade av Andersson och tecknade av Tomasic – räknas ibland som de två första svenska skräckseriealbumen.

### Serietidningsmanus
Parallellt hade de tre fått uppdrag som manusförfattare för barnserien Bamse. Efter att Rune Andréasson gått i pension och sålt serien till Egmont, ökade behovet av manus till serierna, och förlaget anlitade ett antal av namnen ur den nya svenska seriegenerationen. Pidde Andersson hade också fått in en fot på andra serietidningsredaktioner, efter att han 1989 skickade in ett provmanus till 91:an Karlsson; detta slutade med att han till att han istället fick börja skriva manus till Åsa-Nisse.
Senare har han dock prövat på att författa seriemanus även åt 91:an och blivit en av seriens reguljära leverantörer av manus. Han har också skrivit åt Svenska MAD (med teckningar av Johan Wanloo). Till serietidningen Magnum Comics skrev han egna serien J.T. Freud – Pirate Investigator, vilken tecknades av Jens Jonsson som senare blev filmregissör.
Till Magnum Comics skrev han även ett avsnitt av Axa som tecknades av Enric Badía Romero, mest känd för Modesty Blaise. Tillsammans med Åsa Ekström gjorde Andersson pseudomangaserien Kishako – sportreportern, som publicerades i sportserietidningen Buster.
Andersson skriver manus till Fantomen, vilka började publiceras i den Australiensiska upplagan 2018 och i många fall översatts för svenska Fantomen. Hans första manus skrivet direkt för svenska Fantomen publicerades 2024.
Sedan 2020 skriver Andersson manus till Uti vår hage som tecknas av Patrik Norrman.

### Filmjournalistik
Sedan 1993 är Andersson även verksam som filmjournalist och kritiker. Hans arbetar främst åt Helsingborgs Dagblad, men har även skrivit åt bland andra Total Film, Allt om Film och The Dark Side, samt egna tidningen Magasin Defekt (1995–1997). Han medverkar regelbundet i kulturtidningen Nya Upplagan, som distribueras gratis i Skåne och Stockholm.
2008 var han en av skribenterna i boken Filmdrinkar – starka drycker på stor duk.
Sedan 2008 driver Andersson bloggen Toppraffel! där han huvudsakligen publicerar sina egna filmrecensioner.
Som filmskapare har Andersson främst arbetat för Solid Entertainment AB i Malmö. Han bearbetade manuset till långfilmen Frostbiten (2006), Sveriges första vampyrfilm, i regi av Anders Banke. 1999 var det tänkt att han skulle skriva manus till en filmmatisering av sitt album Giallo, där Banke skulle stå för regin och Antony Lledo för musiken; projektet lades dock på is på grund av brist på finansiering.
1995 var Andersson en av grundarna av Fantastisk Filmfestival i Lund.

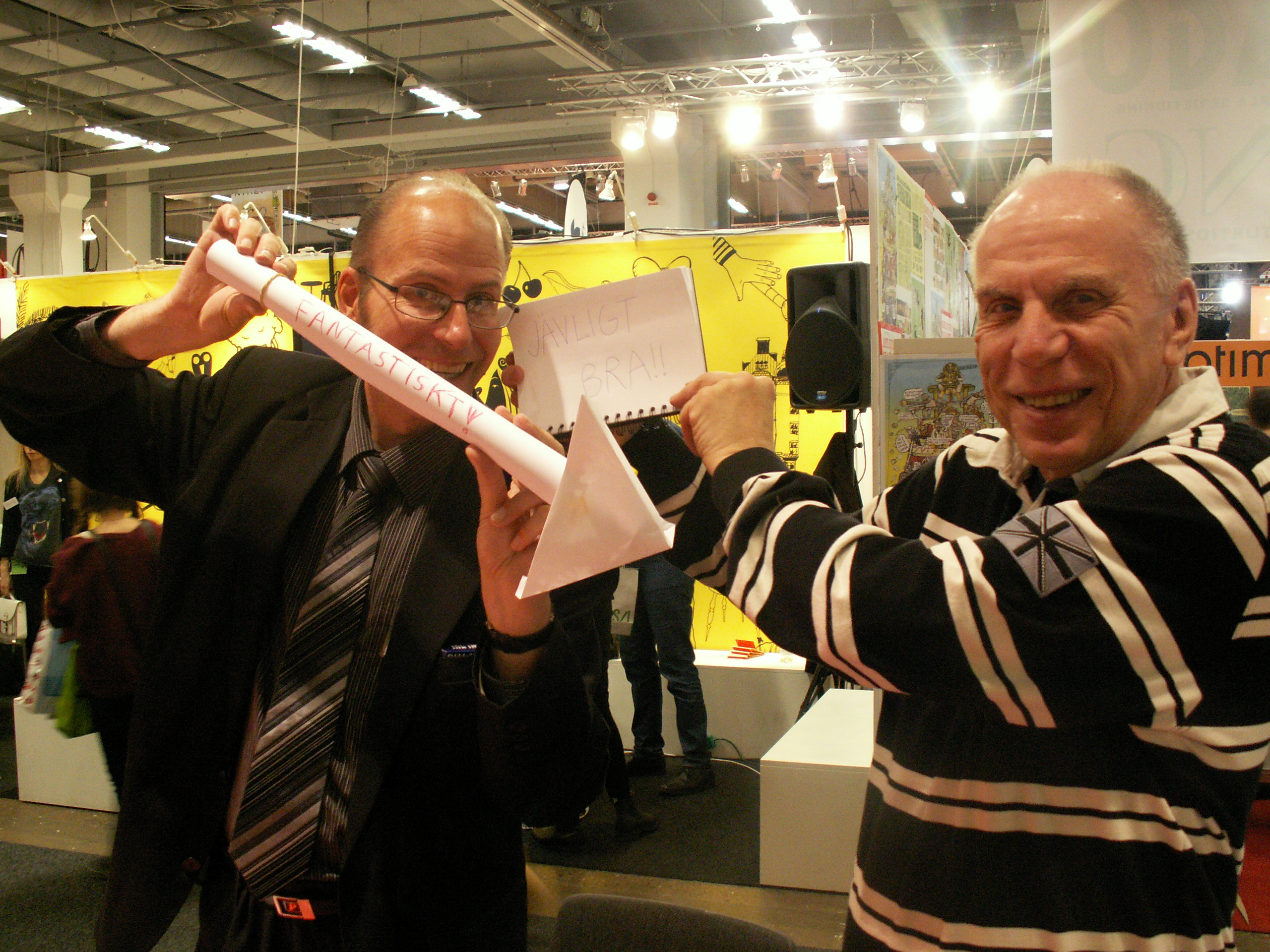
Sedan 2007 är Pidde Andersson ledamot av Svenska Serieakademin. På bilden (från 2012) syns även presidenten Sture Hegerfors.

## Övrigt
2007 blev han invald som ledamot av Svenska Serieakademin.